# Morena mía
«Morena mía» es un sencillo lanzado en 2001 por el cantante español Miguel Bosé. La letra fue coescrita por Miguel Bosé, Vittorio Ierovante y Elio Aldrighetti e incluida en el álbum «Sereno» de 2001. En 2007 la canción fue regrabada por Miguel Bosé junto a la cantante mexicana Julieta Venegas y lanzada como el segundo sencillo en su disco Papito, esta rápidamente se convirtió en un éxito musical.
Hay otra versión más acústica donde solo el cantante la canta en vivo.

## Listas musicales
| Lista (2007)                     | Puesto |
| -------------------------------- | ------ |
| Billboard Hot Latin Tracks Chart | 48     |
| México (Los 40)                  | 1      |
| Paraguay (Radio Latina)          | 14     |